# Ambonmyzomela
Ambonmyzomela (Myzomela blasii) är en fågel i familjen honungsfåglar inom ordningen tättingar.

## Utbredning och systematik
Fågeln förekommer i södra Moluckerna (Seram, Ambon och Boano). Den behandlas som monotypisk, det vill säga att den inte delas in i några underarter.

## Status
IUCN kategoriserar arten som livskraftig.